# Taça de Portugal 1974-1975
La Taça de Portugal 1974-1975 fu la 35ª edizione della Coppa di Portogallo. La squadra vincitrice fu per la prima volta il Boavista che vinse 2-1 in finale contro il Benfica.

## Squadre partecipanti
In questa edizione erano presenti:
- Le squadre di Primeira Divisão, qualificate al quinto turno
- Le squadre di Segunda Divisão, qualificate al secondo turno
- Le squadre di Terceira Divisão, qualificate al primo turno
- Le rappresentative coloniali, qualificate al quinto turno.

### Primeira Divisão

#### 16 squadre
| - Académica - Atlético CP - Belenenses - Benfica | - Boavista - CUF Barreiro - Espinho - Farense | - Leixões - Olhanense - Oriental Lisbona - Porto | - Sporting Lisbona - União de Tomar - Vitória Guimarães - Vitória Setúbal |

### Segunda Divisão

#### 40 squadre
| - Alba - Almada - Barreirense - Beira-Mar - Braga - Caldas - Chaves - Cova da Piedade - Estoril Praia - Estrela Portalegre | - Fafe - Famalicão - Feirense - Gil Vicente - Juventude de Évora - Lourosa - Lusitano - Marinhense - Marítimo - Montijo | - Odivelas - Oliveirense - Paços Ferreira - Penafiel - Peniche - Portimonense - Régua - Riopele - Salgueiros - Sanjoanense | - Sesimbra - Sintrense - Tirsense - Torreense - Torres Novas - Varzim - Vilanovense - União de Coimbra - União Leiria - União de Montemor |

### Terceira Divisão

#### 80 squadre
| - Académico de Viseu - Águeda - Ala-Arriba - Alcanenense - Alcobaça - Alcochetense - Alhandra - Aljustrelense - Alverca - Amora - Anadia - Atlético Reguengos - Avintes - Bairro Latino - Benfica e C.B. - Bombarralense - Bragança - Cabeceirense - Campomaiorense - Cartaxo | - Casa Pia - Covilhã - Atlético Cucujães - Desp. Aves - Desportivo Beja - Desportivo de Monção - Eléctrico - Esperança Atlético - Esperança Lagos - Esposende - Febres - Freamunde - Gouveia - Guarda - O Elvas - Leça - Leiria e Marrazes - Limianos - Lousanense - Lusitano FC | - Lusitano VRSA - Luso - Mangualde - Marialvas - Mirense - Naval - Nazarenos - Odemirense - Olivais - Oliveira do Bairro - Operário Lisbona - Ovarense - Paços de Brandão - Paio Pires - Paredes - Penalva - Pescadores - Pichelenses - Ponte da Barca - Portalegrense | - Rio Ave - Sacavenense - Sambrazense - Seixal - Silves - Sporting Lamego - Sporting Pombal - Torralta - Torre Moncorvo - Tramagal - União Almeirim - União de Lamas - União Santarém - União Santiago - Valecambrense - Vasco da Gama Sines - Vianense - Vila Real - Vilafranquense - Vizela |

### Rappresentative coloniali
- Nacional (Madeira)
- Lusitânia (Azzorre)

## Primo turno
|                     | Risultato |                      |
| ------------------- | --------- | -------------------- |
| Vilafranquense      | 3 - 0     | Eléctrico            |
| Vianense            | 7 - 0     | Bairro Latino        |
| Vasco da Gama Sines | 4 - 1     | Casa Pia             |
| Valecambrense       | 2 - 1     | Febres               |
| União Santarém      | 1 - 2     | Alcobaça             |
| Torralta            | 0 - 3     | Sambrazense          |
| Sporting Pombal     | 2 - 0     | Tramagal             |
| Sporting Lamego     | 3 - 1     | Vila Real            |
| Cartaxo             | 1 - 0     | O Elvas              |
| Leiria e Marrazes   | 2 - 2     | Alhandra             |
| Portalegrense       | 0 - 1     | União Almeirim       |
| Ponte da Barca      | 2 - 1     | Limianos             |
| Pichelenses         | 0 - 6     | Covilhã              |
| Pescadores          | 0 - 1     | Amora                |
| Penalva             | 3 - 2     | Águeda               |
| Paços de Brandão    | 3 - 2     | Avintes              |
| Nazarenos           | 2 - 0     | Bombarralense        |
| Marialvas           | 4 - 2     | Ala-Arriba           |
| Odemirense          | 2 - 0     | Luso                 |
| Mangualde           | 0 - 2     | Naval                |
| Lusitano FC         | 1 - 3     | Atlético Cucujães    |
| Lusitano VRSA       | 4 - 1     | Silves               |
| Guarda              | 3 - 2     | Oliveira do Bairro   |
| Freamunde           | 0 - 1     | Rio Ave              |
| Vizela              | 0 - 2     | Desp. Aves           |
| Seixal              | 0 - 0     | Operário Lisbona     |
| Leça                | 1 - 2     | Desportivo de Monção |
| Anadia              | 2 - 3     | Gouveia              |
| Esposende           | 1 - 2     | Paredes              |
| Esperança Atlético  | 4 - 2     | Académico de Viseu   |
| Desportivo Beja     | 1 - 0     | Esperança Lagos      |
| Campomaiorense      | 1 - 0     | Alverca              |
| Cabeceirense        | 2 - 0     | Torre Moncorvo       |
| Bragança            | 2 - 0     | União de Lamas       |
| Benfica e C.B.      | 2 - 2     | Mirense              |
| Atlético Reguengos  | 0 - 1     | União Santiago       |
| Aljustrelense       | 3 - 0     | Paio Pires           |
| Alcochetense        | 1 - 2     | Olivais              |
| Alcanenense         | 2 - 3     | Sacavenense          |
| Ovarense            | 2 - 1     | Lousanense           |

## Secondo turno
|                     | Risultato |                      |
| ------------------- | --------- | -------------------- |
| Vilanovense         | 5 - 0     | Valecambrense        |
| Vilafranquense      | 1 - 2     | União de Montemor    |
| Vianense            | 3 - 1     | Desportivo de Monção |
| Vasco da Gama Sines | 2 - 5     | Sesimbra             |
| União de Coimbra    | 3 - 0     | Gouveia              |
| União Almeirim      | 2 - 0     | Cova da Piedade      |
| Tirsense            | 0 - 3     | Famalicão            |
| Braga               | 4 - 0     | Rio Ave              |
| Cartaxo             | 0 - 2     | Torreense            |
| Régua               | 1 - 0     | Penalva              |
| Beira-Mar           | 2 - 0     | Oliveirense          |
| União Santiago      | 4 - 1     | Sporting Pombal      |
| Sambrazense         | 1 - 2     | Marinhense           |
| Ponte da Barca      | 1 - 6     | Varzim               |
| Paços Ferreira      | 4 - 2     | Desp. Aves           |
| Nazarenos           | 1 - 2     | Torres Novas         |
| Marialvas           | 1 - 0     | Sanjoanense          |
| Odemirense          | 0 - 1     | Portimonense         |
| Naval               | 5 - 0     | Paços de Brandão     |
| Montijo             | 3 - 1     | Operário Lisbona     |
| Marítimo            | 5 - 0     | Sacavenense          |
| Lusitano            | 2 - 1     | Desportivo Beja      |
| Lusitano VRSA       | 2 - 1     | Odivelas             |
| Lourosa             | 1 - 0     | Sporting Lamego      |
| Juventude de Évora  | 4 - 1     | Alhandra             |
| Alcobaça            | 0 - 5     | Caldas               |
| Gil Vicente         | 5 - 1     | Guarda               |
| Estoril Praia       | 2 - 0     | Sintrense            |
| Penafiel            | 3 - 2     | Riopele              |
| Barreirense         | 4 - 0     | Estrela Portalegre   |
| Amora               | 1 - 0     | União Leiria         |
| Esperança Atlético  | 1 - 3     | Atlético Cucujães    |
| Feirense            | 3 - 1     | Chaves               |
| Cabeceirense        | 1 - 0     | Alba                 |
| Bragança            | 1 - 2     | Salgueiros           |
| Benfica e C.B.      | 0 - 3     | Peniche              |
| Almada              | 2 - 1     | Olivais              |
| Aljustrelense       | 0 - 1     | Campomaiorense       |
| Ovarense            | 0 - 4     | Paredes              |
| Fafe                | 0 - 3     | Covilhã              |

## Terzo turno
|                    | Risultato |                   |
| ------------------ | --------- | ----------------- |
| Torreense          | 5 - 2     | Sesimbra          |
| Covilhã            | 5 - 1     | Régua             |
| Varzim             | 7 - 1     | Atlético Cucujães |
| União Santiago     | 3 - 1     | União de Montemor |
| Salgueiros         | 5 - 1     | Vianense          |
| Paredes            | 1 - 0     | Beira-Mar         |
| Paços Ferreira     | 4 - 0     | Cabeceirense      |
| Marialvas          | 0 - 0     | Braga             |
| Lusitano           | 3 - 2     | Marítimo          |
| Lusitano VRSA      | 2 - 0     | Peniche           |
| Lourosa            | 3 - 1     | Vilanovense       |
| Juventude de Évora | 0 - 2     | Montijo           |
| Gil Vicente        | 1 - 0     | Naval             |
| Estoril Praia      | 2 - 0     | Barreirense       |
| Famalicão          | 2 - 0     | Penafiel          |
| Amora              | 1 - 2     | Portimonense      |
| Torres Novas       | 1 - 3     | União Almeirim    |
| União de Coimbra   | 3 - 1     | Feirense          |
| Marinhense         | 2 - 1     | Campomaiorense    |
| Almada             | 1 - 0     | Caldas            |

## Quarto turno
|                | Risultato |                  |
| -------------- | --------- | ---------------- |
| Torreense      | 4 - 0     | Lusitano VRSA    |
| Braga          | 3 - 0     | União de Coimbra |
| Portimonense   | 4 - 1     | Paredes          |
| União Santiago | 1 - 0     | Almada           |
| Paços Ferreira | 1 - 0     | Estoril Praia    |
| Montijo        | 2 - 1     | Salgueiros       |
| Lourosa        | 1 - 0     | Varzim           |
| Gil Vicente    | 1 - 0     | Lusitano         |
| Marinhense     | 2 - 4     | Famalicão        |

## Quinto turno
|                  | Risultato |                   |
| ---------------- | --------- | ----------------- |
| Porto            | 6 - 0     | União Santiago    |
| Vitória Setúbal  | 2 - 0     | Lourosa           |
| União de Tomar   | 5 - 3     | Famalicão         |
| Covilhã          | 1 - 0     | Olhanense         |
| Paços Ferreira   | 1 - 3     | Vitória Guimarães |
| Oriental Lisbona | 5 - 4     | Nacional          |
| Montijo          | 4 - 1     | União Almeirim    |
| Lusitânia        | 0 - 1     | Atlético CP       |
| CUF Barreiro     | 3 - 1     | Gil Vicente       |
| Boavista         | 3 - 0     | Espinho           |
| Benfica          | 6 - 0     | Portimonense      |
| Belenenses       | 3 - 0     | Torreense         |
| Académica        | 1 - 4     | Sporting Lisbona  |

## Ottavi di finale
|                  | Risultato |                   |
| ---------------- | --------- | ----------------- |
| Porto            | 3 - 3     | Vitória Guimarães |
| União de Tomar   | 5 - 3     | Montijo           |
| Covilhã          | 0 - 2     | Boavista          |
| Braga            | 1 - 0     | Farense           |
| Oriental Lisbona | 0 - 2     | Belenenses        |
| Leixões          | 2 - 4     | Benfica           |
| CUF Barreiro     | 0 - 1     | Vitória Setúbal   |
| Atlético CP      | 0 - 2     | Sporting Lisbona  |

## Quarti di finale
|                | Risultato |                  |
| -------------- | --------- | ---------------- |
| Belenenses     | 2 - 0     | Porto            |
| União de Tomar | 0 - 0     | Sporting Lisbona |
| Braga          | 0 - 5     | Boavista         |
| Benfica        | 1 - 0     | Vitória Setúbal  |

## Semifinali
|          | Risultato |                  |
| -------- | --------- | ---------------- |
| Boavista | 1 - 0     | Sporting Lisbona |
| Benfica  | 2 - 1     | Belenenses       |

## Finale
| Arbitro: | António Garrido (Leiria) |

|            |           |                         |
| Jordão 60’ | Marcatori | 15’ Mané 17’ João Alves |

| Benfica | Boavista |

### Formazioni
| Benfica       |   |                      |             |     |
|               |   |                      |             |     |
| POR           | 1 | José Henrique        |             |     |
| DIF           |   | Malta da Silva ()    |             |     |
| DIF           |   | António Bastos Lopes |             |     |
| DIF           |   | António Barros       |             |     |
| CEN           |   | Vítor Martins        | Ammonizione | 67’ |
| CEN           |   | Toni                 |             |     |
| CEN           |   | Messias Timula       |             |     |
| CEN           |   | Shéu                 |             | 28’ |
| CEN           |   | Diamantino Costa     |             |     |
| ATT           |   | Rui Jordão           |             |     |
| ATT           |   | Mário Moinhos        |             |     |
| Sostituiti:   |   |                      |             |     |
| CEN           |   | Ibraim Silva         |             | 28’ |
| CEN           |   | Vítor Moia           |             | 67’ |
| Allenatore:   |   |                      |             |     |
| Milorad Pavić |   |                      |             |     |

| Boavista           |   |                   |             |     |
|                    |   |                   |             |     |
| POR                | 1 | António Botelho   |             |     |
| TD                 |   | Leonel Trindade   |             |     |
| DC                 |   | Álvaro Carolino   |             |     |
| DC                 |   | Mário João ()     |             |     |
| TS                 |   | António Taí       |             |     |
| TRQ                |   | João Alves        |             |     |
| CEN                |   | Celso de Matos    |             |     |
| CS                 |   | Acácio Casimiro   |             | 88’ |
| ATT                |   | Mané              | Ammonizione | 74’ |
| ATT                |   | Salvador Almeida  |             |     |
| CD                 |   | Francisco Mário   |             |     |
| Sostituiti:        |   |                   |             |     |
| DIF                |   | Amândio Barreiras |             | 74’ |
| CEN                |   | Manuel Barbosa    |             | 88’ |
| Allenatore:        |   |                   |             |     |
| José Maria Pedroto |   |                   |             |     |